# Lin Yuping
Dans ce nom chinois, le nom de famille, Lin, précède le nom personnel.
Pour les articles homonymes, voir Lin.
Lin Yuping (chinois : 林宇萍) née le 28 février 1992, est une footballeuse chinoise qui évolue actuellement au poste de défenseur pour l'équipe Wuhan Jianghan University. Elle fait également partie pour la coupe du monde de 2019 de l'équipe de Chine féminine de football.

## Statistiques de carrière

### International
Au 7 juin 2019.
| équipe nationale | Année | Matchs joués | Buts |
| ---------------- | ----- | ------------ | ---- |
| Chine            | 2018  | 5            | 0    |
| Chine            | 2019  | 4            | 0    |
| Total            | Total | 9            | 0    |